# إيفيت كوروز
إيفيت كوروز (بالمجرية: Kurucz Ivett) (من مواليد 9 مايو 1994 في Nagyatád )  هي لاعبة كرة يد مجرية، تقاعدت من كرة اليد الاحترافية في عام 2015.

## الإنجازات
- البطولة الوطنية المجرية للسيدات :
  - الفائز : 2011 ، 2012
- كأس المجر لكرة اليد للسيدات :
  - الفائز : 2011 ، 2012
- دوري أبطال أوروبا لكرة اليد للسيدات :
  - الدور النهائي : 2012
  - الدور قبل النهائي : 2011

## روابط خارجية
- نبذة عن اللاعب Ivett Kurucz على موقع Győri Audi ETO KC الرسمي
- Ivett Kurucz الإحصاءات المهنية في Worldhandball